# Winterbach (Schwaben)
Winterbach er en kommune i Landkreis Günzburg i Regierungsbezirk Schwaben i den tyske delstat Bayern.
Den er en del af Verwaltungsgemeinschaft Haldenwang.

## Geografi
Winterbach ligger i Region Donau-Iller i den nordøstlige del af Landkreis Günzburgs i Naturpark Augsburg-Westliche Wälder.
I kommunen liger ud over Winterbach disse landsbyer og bebyggelser: Delkenmühle, Eisingerhof, Rechbergreuthen, Waldkirch, Waldkircher Mühle og Winterbach.

## Historie
Winterbach er kendt allerede i det 11. og 12. århundrede. Winterbach tilhørte grevslægten Fugger-Glött og var en del af det Fuggerske herresæde Glött. Med Rhinforbundet i 1806 blev området en del af Bayern.